# Штефан Брадль
Штефан Брадль (нім. Stefan Bradl; нар. 29 листопада 1989, Аугсбург, ФРН) — німецький мотогонщик, учасник чемпіонату світу шосейно-кільцевих мотогонок MotoGP. Чемпіон світу у класі Moto2 (2011). Син колишнього мотогонщика Гельмута Брадля. У сезоні 2016 виступає у класі MotoGP за команду «Aprilia Racing Team Gresini» під номером 6.

## Кар'єра

### Клас 125сс
Штефан почав професійну кар'єру в 2005 році, взявши участь у трьох гонках на мотоциклі KTM по wild card у класі 125cc, паралельно виступаючи у чемпіонату Німеччини в тому ж класі. В наступному році, знову по wild card, провів дев'ять гонок у класі 125cc, теж на КТМ. Під час практики на Гран-Прі Малайзії попав у аварію.
У 2007 році йому запропонували контракт з «Repsol Honda» для виступів у класі 250cc, проте Штефан після пари тестів змушений був знятися зі змагань через особисті проблеми. Пізніше він приєднався до команди «Blusens Aprilia» для виступів у класі 125cc чемпіонату Іспанії. Здобув титул чемпіона, всього на п'ять очок випередивши свого напарника по команді Скота Реддінга. Пізніше провів з своєю командою ще 9 гонок у чемпіонаті світу.
У 2008 році провів перший повноцінний сезон у чемпіонаті світу MotoGP, виступаючи за німецьку команду «Grizzly Gas Kiefer Racing», де отримав у своє розпорядження заводський мотоцикл Aprilia RSA 125. Здобув свою першу перемогу в Брно — на треці, на якому його батько переміг у 1991 році. В сезоні виграв ще одну гонку, в загальному заліку зайнявши 4-те місце.
У 2009 році команда змінили назву на «Viessmann Kiefer Racing». Цей сезон був менш вдалим, ніж попередній. В підсумку, жодного разу не піднявшись на подіум, Брадль зайняв 10-е місце.

### Клас Moto2

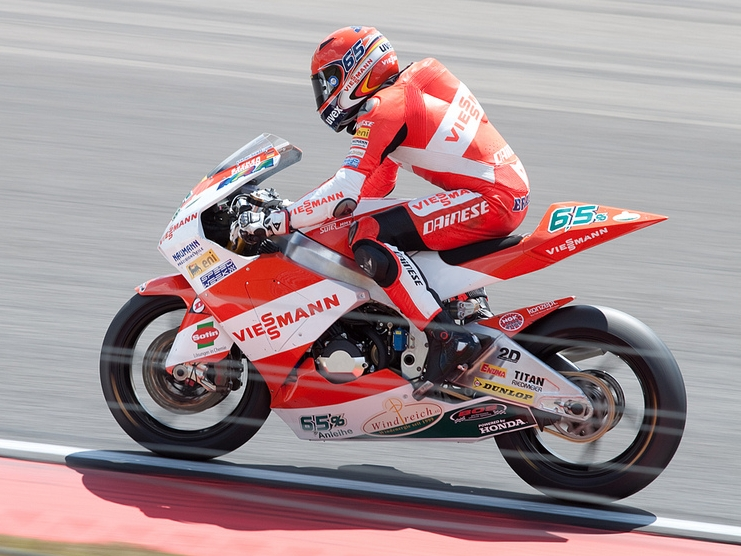
Штефан Брадль на Suterі, Гран-Прі Нідерландів, 2010 рік

В 2010 році Брадль разом із командою перейшов до новоствореного класу Moto2, пересівши на мотоцикл Suter. Здобувши одну перемогу в сезоні на Гран-Прі Португалії, Брадль зайняв 9-те місце.
У 2011 Штефан, вигравши чотири з перших шести гонок, зайняв позицію лідера чемпіонату. В середині сезону лідерство перехопив Марк Маркес, який почав штампувати перемоги одну за другою. Здавалося, що він і переможе в чемпіонаті, проте, зазнавши травму на Гран-Прі Малайзії за дві гонки до кінця чемпіонату, вибув з боротьби. Це дозволило Штефану вперше в кар'єрі здобути титул чемпіона світу. Відразу після отримання чемпіонського кубка Брадль заявив, що продовжить виступи в Moto2 разом з командою, проте обіцянки не дотримався. Уже через день після отримання золотої медалі чемпіона світу він тестував мотоцикл Honda RC213V, який йому надала команда Лючіо Чекінелло «LCR Honda». У той же день він підписав контракт з командою для виступів у «королівському» класі. За розірвання угоди Штефана з «Kiefer Racing» Honda довелось заплатити солідну суму «відступних», понад 350 тис. €.

### MotoGP
Дебютний сезон у класі MotoGP Брадль закінчив на досить високій як для новачка 8-ій позиції, за що отримав нагороду «Новачок року» (англ. Rookie of the Year). Найвищим досягненням німця було 4-е місце на Гран-Прі Італії.
У сезоні 2013 року Штефан продовжив виступати за команду Лючіо Чекінелло. Не маючи можливості на рівних конкурувати з 4-ма гонщиками заводських команд Honda та Yamaha, він з початку сезону стабільно займав 4 -5 місця, а на Гран-Прі США, за відсутності Лоренсо та Педроси, зміг вперше за часи виступів у класі MotoGP піднятись на подіум, зайнявши 2-ге місце. На Гран-Прі Малайзії, під час вільної практики, потрапив у аварію, в якій зламав щиколотку. Пропустивши дві гонки, він за підсумками сезону зміг зайняти 7-е місце у загальному заліку.
В сезоні 2014 співпраця німця з командою продовжилась. У своє розпорядження він отримав заводський мотоцикл Honda RC213V — такий же, як у діючого чемпіона серії Маркеса. Проте, за першу половину сезону (9 гонок), Брадль жодного разу не зміг піднятись на подіум. Це розчарувало керівників Honda Racing Corporation, тому вони наполягли, щоб Лючіо Чекінелло знайшов Штефану заміну. Німець змушений був шукати нову команду, і 6 серпня стало відомо про його перехід на сезон 2015 у команду «Forward Racing».
Пересівши на новий для себе мотоцикл  Forward—Yamaha, Штефан у перших гонках сезону продемонстрував різні результати, найкращим з яких стало 8-е місце на Гран-Прі Каталонії, проте у середині сезону, після Гран-Прі Німеччини, засновник та керівник «Forward Racing» Джованні Куцарі був заарештований на 30 днів за підозрою в хабарництві, ухилянні від сплати податків, податковому шахрайстві і відмиванні грошей. Відразу після цього спонсори команди відмовились від її фінансування, що унеможливило її подальшу участь у змаганнях. Це дало підстави Штефану розірвати свій контракт з «Forward Racing». Проте безробітним він залишався недовго — вже через 4 дні він приєднався до заводської команди «Aprilia Racing Team Gresini», з якою уклав контракт на другу половину сезону. На той час мотоцикл Aprilia RS-GP не міг на рівні конкурувати з японськими моделями, тому Штефану у гонках довелось боротись за потрапляння у залікову зону. Набравши загалом за підсумками чемпіонату 17 очок, німець посів 18-е місце в загальному заліку.
На сезон 2016 Брадль залишився в команді «Aprilia Racing Team Gresini».

## Статистика виступів у MotoGP

### В розрізі сезонів
| Сезон | Клас   | Команда                     | Мотоцикл       | Гонки | Пер | Под | ПП | НК | Очки | Місце |
| ----- | ------ | --------------------------- | -------------- | ----- | --- | --- | -- | -- | ---- | ----- |
| 2005  | 125cc  | Red Bull ADAC KTM Juniors   | KTM            | 3     | 0   | 0   | 0  | 0  | 1    | 35    |
| 2006  | 125cc  | Red Bull KTM Junior Team    | KTM            | 9     | 0   | 0   | 0  | 0  | 4    | 26    |
| 2007  | 125cc  | Blusens Aprilia             | Aprilia        | 9     | 0   | 0   | 0  | 0  | 39   | 18    |
| 2008  | 125cc  | Grizzly Gas Kiefer Racing   | Aprilia        | 17    | 2   | 6   | 0  | 2  | 187  | 4     |
| 2009  | 125cc  | Viessmann Kiefer Racing     | Aprilia        | 16    | 0   | 0   | 0  | 0  | 85   | 10    |
| 2010  | Moto2  | Viessmann Kiefer Racing     | Suter          | 16    | 1   | 1   | 0  | 0  | 97   | 9     |
| 2011  | Moto2  | Viessmann Kiefer Racing     | Kalex          | 17    | 4   | 11  | 7  | 3  | 274  | 1     |
| 2012  | MotoGP | LCR Honda MotoGP            | Honda RC213V   | 18    | 0   | 0   | 0  | 0  | 135  | 8     |
| 2013  | MotoGP | LCR Honda MotoGP            | Honda RC213V   | 16    | 0   | 1   | 1  | 0  | 156  | 7     |
| 2014  | MotoGP | LCR Honda MotoGP            | Honda RC213V   | 18    | 0   | 0   | 0  | 0  | 117  | 9     |
| 2015  | MotoGP | Athina Forward Racing       | Forward—Yamaha | 8     | 0   | 0   | 0  | 0  | 17   | 18    |
| 2015  | MotoGP | Aprilia Racing Team Gresini | Aprilia RS-GP  | 9     | 0   | 0   | 0  | 0  | 17   | 18    |
| 2016* | MotoGP | Aprilia Racing Team Gresini | Aprilia RS-GP  |       |     |     |    |    |      |       |

Примітка: * — сезон триває.

## Цікаві факти
- На Гран-прі Японії у Мотегі під час тренування він розвинув швидкість 245,9 км/год — новий абсолютний рекорд швидкості для класу 125сс, який існує з 1949 року.[8].